# Ota Fukárek
Ota Fukárek (Jablonec, 18 gennaio 1977) è un ex tennista ceco.

## Carriera
In carriera ha raggiunto una finale di doppio al Chennai Open nel 2002, in coppia con il connazionale Tomáš Cibulec. Nei tornei del Grande Slam ha ottenuto il suo miglior risultato raggiungendo il terzo turno nel doppio all'Open di Francia nel 2002 e agli Australian Open nel 2003.

## Statistiche

### Doppio

#### Finali vinte (1)
| Numero | Anno           | Torneo                | Superficie  | Compagno         | Avversari in finale       | Punteggio |
| 1.     | 13 agosto 2000 | Podebradka Cup, Praga | Terra rossa | František Čermák | Tomáš Cibulec Leoš Friedl | 6–4, 6–3  |

#### Finali perse (1)
| Numero | Anno           | Torneo                | Superficie | Compagno      | Avversari in finale          | Punteggio     |
| 1.     | 7 gennaio 2002 | Chennai Open, Chennai | Cemento    | Tomáš Cibulec | Leander Paes Mahesh Bhupathi | 7-5, 2-6, 5-7 |